# تدی رابین
تدی رابین (انگلیسی: Teddy Robin؛ زادهٔ ۲ مارس ۱۹۴۵) خواننده، کارگردان فیلم، آهنگساز و بازیگر اهل چین است.

## گزیدهٔ فیلم‌شناسی
- اروتیک
- دلاوران
- کارآگاه دی: راز شبح آتشین
- اژدهای دوقلو
- بدو، ببر، بدو
- همه سرنخ‌های اشتباه برای راه حل مناسب
- هنگامی که چراغ خاموش می‌شود
- ماسک سیاه
- فول کنتاکت
- شهر در آتش
- مأموریت دیوانه‌وار
- مأموریت دیوانه‌وار ۲